# Niddy Impekoven
Niddy Impekoven (Berlín, 2 de novembre de 1904 - Bad Ragaz, Sankt Gallen, Suïssa, 20 de novembre de 2002) fou una coreògrafa i ballarina alemanya. Des de ben petita començà a exercir el seu art en els estudis de dansa, fins que finalitzà la seva ensenyança en l'Escola Loheland, el 1918, amb un recitat que li procurà contractes molt avantatjosos. Fou una de les ballarines modernes que feren les més dilatades gires per Europa i Amèrica, dedicada exclusivament a interpretar els grans mestres alemanys Bach, Beethoven, Schubert i Schumann, i es distingí per aquesta especialitat d'orde nacionalista. El seu vertader nom era el de Louise.